# Koppa, Piriyapatna
Koppa là một làng thuộc tehsil Piriyapatna, huyện Mysore, bang Karnataka, Ấn Độ.